# Полієнко Іван Олексійович
Іван Олексійович Полієнко (рос. Иван Алексеевич Полиенко, нар. 1950, Дєдєнєво, Московська область, РСФРР) — російський художник-живописець, заслужений художник Російської Федерації.

## Життєпис
У 1982 році закінчив Московський державний академічний художній інститут імені Сурикова (театральна майстерня М. М. Курилко-Рюміна). З 1985 року — член Спілки художників СРСР (нині Спілка художників Росії). З 1980 року бере участь в московських, республіканських, всесоюзних і міжнародних виставках. За серію московських пейзажів отримав премію м. Москви в області літератури і мистецтва (2002), дипломант Російської академії мистецтв, член-кореспондент Російської академії мистецтв. Викладає в Російській державній спеціалізованій академії мистецтв, професор.
Мистецтвознавець В. С. Манін у книзі «Російський живопис XX століття» пише про творчість Полієнко:
Сфера його художнього опанування — місто. Причому не місто крикливих новобудов, а місто, що ніби йде у минуле. Художник вишукує нехитрі і навіть прозаїчні сюжети <…> Безлюдність вулиць є порожнеча життя. Поодинокі перехожі іноді з'являються, але, немов тіні, тиснуться до стін будинків. Дивно, як ці банальні, примарні мотиви перетворюються під пензлем художника, набуваючи краси ритмічного ладу будинків — старих двоповерхових будівель стриманих кольорів, якому вторить ритм вікон, що дивляться на сіру пустинну площу. У всіх мотивах Полієнко відчувається приховане почуття людської самотності, передане через самотність безлюдних вулиць.
Роботи художника знаходяться в зібраннях Міністерства Культури Російської Федерації, Московського Союзу художників, у Московському музеї сучасного мистецтва, Рязанському обласному художньому музеї, Томському обласному художньому музеї, Плесському державному історико-архітектурному художньому музеї-заповіднику, а також у приватних колекціях в Росії, Бельгії, Голландії, Німеччини, США, Італії, Франції, Великій Британії.